# Football Club Ibanda Sport
Maillots
Actualités
Le FC Ibanda Sport est un club congolais de football basé à Bukavu.
Le club participe à la première division congolaise en 2005 et en 2009.

## Palmarès
- LIFSKI
  - Champion : 2008 et 2021

## Personnalités historique du Club

### Président
- 2021 :  Alain Nshamamba[1]

### Entraîneurs
- 2020-2021 :  Nino Kandi[2]
- 2021 :  Albert Mulungula[2]